# 陶爾多什·埃娃
陶爾多什·埃娃（匈牙利語：Tardos Éva，1957年10月1日—）是匈牙利数学家，康奈尔大学计算机科学系的雅各布·古尔德·舒尔曼教授。
陶爾多什的研究方向为算法。她的工作侧重于设计和分析图或网络上组合优化问题的有效方法。她在网络流算法方面有过相关研究，例如网络流、切割和聚类问题的近似算法。她的近期研究着重于算法博弈论和拍卖理论。

## 教育和职业
陶爾多什·埃娃于1981年在罗兰大学取得数学学位，并在导师András Frank的指导下于1984年取得博士学位。2006年－2010年，她担任康奈尔大学计算机科学系主任。目前，她担任计算与信息科学学院副院长。
2004年－2009年，她担任《SIAM Journal on Computing》的主编，目前是《ACM期刊》的经济学與Computation领域的编辑以及《計算理論期刊》的编辑委员会成员。
她与乔恩·克莱因伯格合着了一本名为《算法设计》的教科书（ISBN 1292037040 ）。

## 荣誉和奖项
陶爾多什是美国国家工程院院士（2007年）、美国国家科学院院士（2013年）、美國哲學會成员（2020年） 、计算机协会研究院（自1998年起）、INFORMS研究员、 和美国数学会研究员（2013年）。她也是帕卡德、斯隆基金会和古根海姆奖学金的获得者。 
她获得过富尔克森奖（1988年）、Dantzig Prize（2006年）、Van Wijngaarden Award（2011年）、哥德尔奖（2012年）和EATCS Award（2017年），2018年，Association for Women in Mathematics和Society for Industrial and Applied Mathematics将她选为年度柯瓦列夫斯卡娅讲师。 2019年，她被授予IEEE约翰·冯·诺伊曼奖章。

## 个人
陶爾多什与计算机学家David Shmoys结婚，Gábor Tardos是她的弟弟。